# Meteima mediorufa
Meteima mediorufa là một loài bướm đêm trong họ Geometridae.